# Антипово (Калужская область)
Антипово — деревня в Козельском районе Калужской области России. Входит в состав сельского поселения «Деревня Плюсково».

## География
Деревня находится в юго-восточной части региона, в зоне хвойно-широколиственных лесов, в пределах северо-западной оконечности Среднерусской возвышенности, у реки Серёга и автодорогой регионального значения 29Н-239, на расстоянии примерно в 2 км к северу от деревни Плюсково.

### Климат
Климат характеризуется как умеренно континентальный, с тёплым летом и умеренно холодной снежной зимой. Среднегодовая многолетняя температура воздуха составляет 4 — 4,6 °С. Средняя температура воздуха самого тёплого месяца (июля) — 18 °C (абсолютный максимум — 38 °C); самого холодного (января) — −10 — −8,9 °C (абсолютный минимум — −46 °C). Безморозный период длится в среднем 149 дней. Среднегодовое количество атмосферных осадков составляет 650—730 мм, из которых 460 мм выпадает в тёплый период. Снежный покров держится в течение 130—145 дней.

## Население
| 2002 | 2010 |
| ---- | ---- |
| 29   | ↘15  |

## Инфраструктура
Личное подсобное хозяйство.
Основа экономики — сельское хозяйство.

## Транспорт
Деревня доступна автотранспортом.